# Чепурка (река)
Чепурка — река в России, протекает в Саратовской области. Устье реки находится в 20 км по правому берегу реки Таловка. Длина реки составляет 29 км.

## Данные водного реестра
По данным государственного водного реестра России относится к Донскому бассейновому округу, водохозяйственный участок реки — Терса, речной подбассейн реки — Бассейн притоков Дона между впадением притоков Хопра и Северского Донца. Речной бассейн реки — Дон (российская часть бассейна).